# Ternove, Bilovodsk
Ternove (în ucraineană Тернове) este un sat în comuna Novooleksandrivka din raionul Bilovodsk, regiunea Luhansk, Ucraina.

## Demografie
Componența lingvistică a localității Ternove
     Ucraineană (73,33%)
     Rusă (25,83%)
     Alte limbi (0,83%)
Conform recensământului din 2001, majoritatea populației localității Ternove era vorbitoare de ucraineană (73,33%), existând în minoritate și vorbitori de rusă (25,83%).